# Annika Dries
Annika Dries (nascuda el 10 de febrer de 1992) és una jugadora de waterpolo estatunidenca. Ella va guanyar el campionat nacional amb la Universitat Stanford en 2011 i després va guanyar la medalla d'or amb els Estats Units en els Jocs Olímpics de 2012. Ella és de 6 peus, 1 polzada d'alt.

## Carrera
En 2010, va ajudar els EUA a guanyar la Super Final FINA de la Lliga Mundial i la Copa Mundial de la FINA. L'any següent, ella va anotar vuit gols en els Jocs Panamericans, amb els EUA va guanyar el torneig i es va classificar pels Jocs Olímpics de 2012. Els EUA va passar a guanyar la medalla d'or en els Jocs Olímpics, també.